# Austria en los Juegos Olímpicos de Albertville 1992
Austria estuvo representada en los Juegos Olímpicos de Albertville 1992 por un total de 58 deportistas que compitieron en 9 deportes.  
La portadora de la bandera en la ceremonia de apertura fue la deportista de luge Angelika Neuner.

## Medallistas
El equipo olímpico austríaco obtuvo las siguientes medallas:
| Nombre                                                      | Deporte               | Competición                   |
| ----------------------------------------------------------- | --------------------- | ----------------------------- |
| Oro                                                         |                       |                               |
| Ingo Appelt Harald Winkler Gerhard Haidacher Thomas Schroll | Bobsleigh             | Cuádruple M                   |
| Petra Kronberger                                            | Esquí alpino          | Eslalon F                     |
| Petra Kronberger                                            | Esquí alpino          | Combinada F                   |
| Patrick Ortlieb                                             | Esquí alpino          | Descenso M                    |
| Doris Neuner                                                | Luge                  | Individual F                  |
| Ernst Vettori                                               | Saltos en esquí       | Trampolín normal M            |
| Plata                                                       |                       |                               |
| Anita Wachter                                               | Esquí alpino          | Eslalon gigante F             |
| Anita Wachter                                               | Esquí alpino          | Combinada F                   |
| Markus Prock                                                | Luge                  | Individual M                  |
| Angelika Neuner                                             | Luge                  | Individual F                  |
| Martin Höllwarth                                            | Saltos en esquí       | Trampolín normal M            |
| Martin Höllwarth                                            | Saltos en esquí       | Trampolín grande M            |
| Heinz Kuttin Ernst Vettori Martin Höllwarth Andreas Felder  | Saltos en esquí       | Trampolín grande por eqs. M   |
| Bronce                                                      |                       |                               |
| Klaus Sulzenbacher                                          | Combinada nórdica     | Trampolín normal + 15 km M    |
| Klaus Ofner Stefan Kreiner Klaus Sulzenbacher               | Combinada nórdica     | Trampolín normal + 4 × 5 km M |
| Günther Mader                                               | Esquí alpino          | Descenso M                    |
| Michael Tritscher                                           | Esquí alpino          | Eslalon M                     |
| Veronika Wallinger                                          | Esquí alpino          | Descenso F                    |
| Markus Schmidt                                              | Luge                  | Individual M                  |
| Emese Hunyady                                               | Patinaje de velocidad | 3000 m F                      |
| Heinz Kuttin                                                | Saltos en esquí       | Trampolín grande M            |